# Lennart Andersson (politiker)
Lennart Fredrik Helmer Andersson, född 22 februari 1927 i Södertälje, död 18 augusti 2016 i samma stad, var en svensk ombudsman och socialdemokratisk politiker.
Andersson var 1962-1968 studieombudsman vid ABF i Södertälje. Han var ledamot av andra kammaren 1969-1970. Han var också ledamot av den nya enkammarriksdagen 1971-1991, invald i Stockholms läns valkrets.